# O Espectro do Sex Appeal
O Espectro do Sex Appeal é uma pintura de de 1934 do pintor espanhol Salvador Dalí. Trata-de se uma obra óleo sob um painel de madeira e foi exibida pela primeira vez na Galeria Bonjean, em Paris - França, e mais tarde no mesmo ano, na Galeria Julien Levy, em Nova Iorque - Estados Unidos.[carece de fontes?]

## Simbologia
A obra tem dois personagens, a que mais chama atenção pelo tamanho e enquadramento tem elementos muito fiéis do movimento surrealista, uma vez que não apresenta lógica anatômica. Entre os elementos possíveis de reconhecer na figura são membros como pernas e braços de um ser humano, mais precisamente de uma mulher, que mantém os olhos da criança vestida de marinheiro fixos. O cenário parece uma praia deserta com montanhas circunscritas ao mar. No ano de 1970, o próprio Dalí confessou que se trata de seu auto-retrato, com seis anos de idade, segurando um numa mão e um pênis fossilizado na outra.  Uma figura idêntica reapareceu 35 anos depois na obra Toureiro Alucinógeno.[carece de fontes?]
Este trabalho é considerado como a definição concreta do descobrimento da sexualidade, percebidos da perspectiva infantil que é representada pelo garoto presente no canto inferior direito da tela.[carece de fontes?]
Também destaca-se a presença de muletas na pintura, símbolo que o pintor surrealista acreditava representar a morte e ressurreição. 